# Leonard Rickhard
Leonard Rickhard (ur. 12 maja 1945 w Tvedestrand, zm. 7 stycznia 2024 w Arendal) –  jeden z czołowych norweskich artystów malarzy.

## Życiorys
Studiował w Statens Håndverks- og Kunstindustriskole (1966–1967) i Statens kunstakademi w Oslo (1967–1971).
Świat malarski artysty miał swoje korzenie we wspomnieniach z dzieciństwa, ale był też pełen odniesień do historii i współczesności. Jego obraz Trett modellflybygger (1985) znalazł się na liście dwunastu najważniejszych norweskich dzieł sztuki w Norwegii po II wojnie światowej, sporządzonej przez czasopismo „Morgenbladet” w 2005.
Artysta wystawiał w Norwegii i za granicą. Jego twórczość jest reprezentowana w największych norweskich muzeach, m.in. w Nasjonalmuseet, Astrup Fearneley Museet, Museet for samtidskunst w Oslo, Bergen Kunstmuseum, Trondheim Kunstmuseum i Sørlandets Kunstmuseum w Kristiansand.
W latach 90. XX wieku Rickhard pomógł założyć i rozbudować prestiżową galerię sztuki – Bomuldsfabriken Kunsthall w Arendal.
Zmarł 7 stycznia 2024, dwa tygodnie przed wernisażem swojej następnej wystawy w Astrup Fearneley Museet w Oslo, która miała uczcić 50-lecie jego twórczości artystycznej.
Był żonaty z nauczycielką i pisarką Berit Rickhard, z domu Sundby. Mieszkał w Arendal, w dzielnicy Tyholmen, gdzie miał też swoje atelier.

## Odznaczenia
- Medal Księcia Eugeniusza (2000)[7][8]
- Kawaler I Klasy Orderu Świętego Olafa (2009)[9]